# ラベル

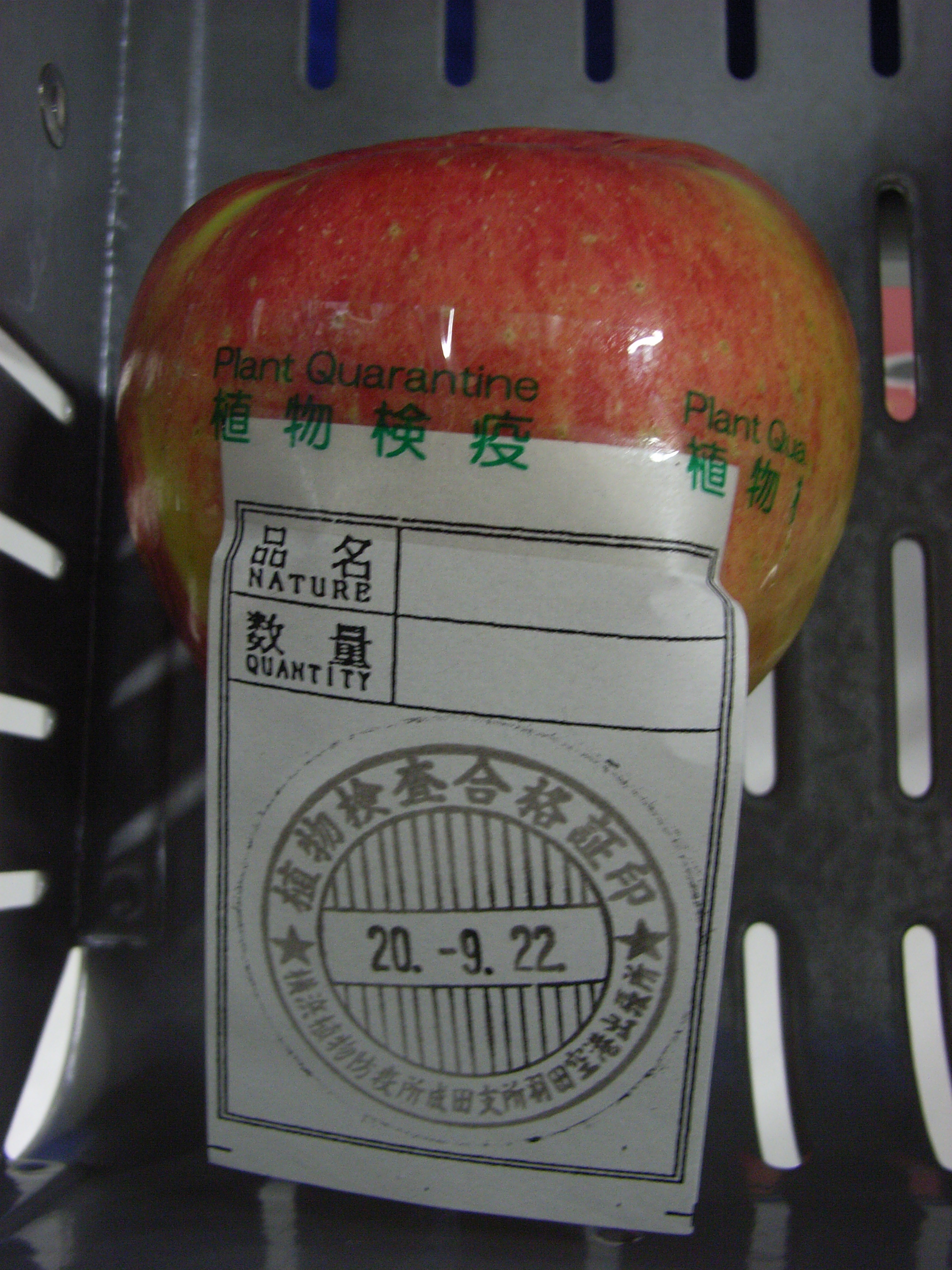
検査に合格したリンゴに貼られたラベル

ラベル（英: label 発音: [ˈleɪbəl]）、レーベル、レッテル（蘭: letter 発音: [ˈlɛ.tər]）とは、物事の表面に、名称、内容物、番号、所有者等、その物に関連する情報を記載するもの及び、それらを示す意匠のこと。
本来では誤用であるが、シールやデカールなど粘着する物という意味で使われる場合もある（ラベルの粘着は必要条件ではない）。

## 概要
素材は、紙や合成樹脂が多い。保護や印刷のために、表面に特別な加工がなされたものも多い。裏面に既に接着剤・粘着剤が塗布されたシールである場合が多く、小売店などではリール状の剥離紙に等間隔に貼り付けたれたラベルを、ハンドラベラーあるいはシールピーラーなどで個々の商品の上に値札として貼り付けることが多い。
ただし、個別に糊付けするもの、包むような方法で、貼り付けせずに固定するもの（例えば、ペットボトルのラベル）、針金などでくくりつけるようなもの、対象に直接印字するものもある。
郵便物の表面に貼り付ける「宛名ラベル」、磁気的記録物の内容を表示するためにその本体やケースに貼り付けるラベルなども存在する。
なお、ラベルは、その利用のされ方から、印刷や接着剤・粘着剤との関係が深い。
レッテルに関しては「レッテルを貼る」など、研究者や社会的弱者に対する、偏見的な揶揄としても知られている。

## レッテルの語源
レッテルの語源はオランダ語（蘭語）の letter （文字を意味する）である。この語は基本的に字母・文字という意味に過ぎないため、日本語における「ラベル」の意味として使われる「レッテル」は「和製蘭語」である。